# 槇寄山
槇寄山（まきよせやま）は、東京都西多摩郡檜原村と山梨県上野原市との境にある標高1,188.2mの山である。笹尾根上の山。すぐそばに、西原峠がある。
仲の平バス停に蛇の湯温泉が、隣の温泉センターバス停に数馬温泉などがある。

## 登山
- JR武蔵五日市駅より西東京バス「数馬」行きにて「仲の平」バス停下車（49分）、徒歩登り1時間30分・下り1時間[1]
- JR武蔵五日市駅より西東京バス「都民の森」行きにて「大平入口」バス停下車、徒歩登り1時間30分・下り1時間[1]
- JR上野原駅より富士急バス「飯尾」行きにて「郷原」バス停下車（49分）、徒歩登り1時間50分・下り1時間20分[1]
- 笹ヶタワノ峰より徒歩1時間10分[1]
- 三頭山より徒歩1時間30分[1]

山頂にベンチあり。富士山が望める。

## 参照
1. 1 2 3 4 5  山と高原地図 23.奥多摩 2013 昭文社